# Sabazan
Sabazan é uma comuna francesa na região administrativa de Occitânia, no departamento de Gers. Estende-se por uma área de 8,26 km². Em 2010 a comuna tinha 138 habitantes (densidade: 16,7 hab./km²).